# Omestes
Omestes is een geslacht van kevers uit de familie van de loopkevers (Carabidae). De wetenschappelijke naam van het geslacht is voor het eerst geldig gepubliceerd in 1933 door Andrewes.

## Soorten
Het geslacht Omestes is monotypisch en omvat slechts de volgende soort:
- Omestes torta Andrewes, 1933